# Sven Holmberg (1906–1974)
Sven Holmberg, född den 17 januari 1906 i Åmål, död den 12 september 1974 i Eksjö, var en svensk militär.
Holmberg blev fänrik vid Värmlands regemente 1926, löjtnant där 1930, kapten i generalstabskåren 1938 och major där 1944. Han blev militärassistent i civilförsvarsstyrelsen 1945 och stabschef vid III. militärbefälhavarestaben 1949. Holmberg befordrades till överstelöjtnant i generalstabskåren 1949 och vid Södra skånska infanteriregementet 1951. Han var överste och chef för Värmlands regemente 1953–1961. Holmberg tjänstgjorde i hemvärnsstaben 1961–1965. Han blev riddare av Svärdsorden 1946 och av Vasaorden 1949 samt kommendör av Svärdsorden 1957 och kommendör av första klassen 1961. Holmberg är begravd på Gamla kyrkogården i Eksjö.